# 拟镖水蚤属
拟镖水蚤属（学名：Paradiaptomus）为镖水蚤科的一个属。

## 下属物种
本属包括以下物种：
- 交指拟镖水蚤 Paradiaptomus greeni